# La Bacchante
Pour les articles homonymes, voir Bacchante.
Ne doit pas être confondu avec La Bacchante (Carrache).
La Bacchante est un tableau peint par Gustave Courbet composé entre 1844 et 1847. 

## Description et analyse
Une femme nue, allongée, semble dormir, au milieu d'étoffes et d'objets. Le titre de la toile fait référence, par analogie, aux Bacchantes de la mythologie gréco-romaine et aux archétypes des compositions peintes ou sculptées qui émergent à partir de l'époque renaissante en Occident.
C'est là un des plus anciens témoignages de Courbet, encore sous l'influence des grands maîtres de la peinture, dans le genre du nu, lequel va marquer une partie de son œuvre. Il fait référence par la pose lascive du modèle, à certains nus de la Renaissance et en particulier à Corrège et à son tableau intitulé Vénus, Satyre et Cupidon. Un autre nu de Courbet semble daté de cette époque, la Femme nue dormant près du ruisseau (Detroit Institute of Arts).

## Provenance
En 1914, le tableau fait partie des œuvres mises en vente par la maison Frédéric Muller et Cie d'Amsterdam. Jusqu'en 1968, il se trouve dans la collection Van Nierop. Il passe ensuite en possession de la Lefevre Gallery de Londres, pour être acquis par le docteur Gustav Rau qui après avoir lancé une fondation à Cologne qui porte son nom, y fait déposer le tableau parmi d'autres œuvres.
En 2011, une exposition organisée au musée Courbet montre les liens ténus entre le sculpteur Auguste Clésinger et Courbet, qui étaient effectivement très amis, et notamment entre la Femme piquée par un serpent (1847), marbre du premier, et, entre autres, La Bacchante, toile du deuxième.